# イブラヒム・タトルセス
イブラヒム・タトルセス（İbrahim Tatlıses、1952年1月1日 - ）は、トルコ南東アナトリア地方、シャンルウルファ出身のポップ・フォーク歌手、俳優である。

## 来歴
タトルセスはシャンルウルファの南東の町で生まれたが、タトルセスの父は彼が子供の時に死亡し、母レイラによって育てられた。

## 銃乱射事件
タトルセスは1990年に足を射撃され、1998年には暗殺未遂に会い、2011年3月には頭を負傷した。

## ディスコグラフィー
- "Ozel Album"（1965年）
- "Kara Kız"（1970年）
- "Palandöken Plak"（1974年）
- "Ben İnsan Değil Miyim?"（1975年）
- "Ayağında Kundura"（1975年）
- "Yağmur"（1975年）
- "Urfa Emektaroglu Bant Studyosu"（1976年）
- "Ashab Gecesi"（1976年）
- "lürsem Kabrime Gelme Istemem"（1978年）
- "Doldur Kardeş Icelim"（1978年）
- "Ceylan"（1980年）
- "Acı Gerçekler"（1981年）
- "Yalan"（1982年）
- "Yaşamak Bu Değil"（1983年）
- "Benim Hayatim"（1984年）
- "Mutlu Ol Yeter"（1984年）
- "Mavi Mavi"（1985年）
- "Gülüm Benim"（1986年）
- "Amerika Konseri"（1986年）
- "Allah Allah - Hülya"（1987年）
- "Kara Zindan"（1988年）
- "Fosforlu Cevriyem"（1989年）
- "Insanlar"（1989年）
- "Ben Aşk İçin Ölürüm"（1990年）
- "7Söylim Mi - Hesabim Var"（1990年）
- "Vur Gitsin Beni - Yemin Ettim"（1991年）
- "Ah Keşkem"（1992年）
- "Mega Aşk"（1993年）
- "Haydi Söyle"（1994年）
- "Klasikleri"（1995年）
- "Bende Isterem"（1996年）
- "Türkü Dinle Türkü Söyle"（1996年）
- "At Gitsin"（1998年）
- "Sabuha"（1998年）
- "Selam Olsun"（1999年）
- "Yetmez Mi"（2001年）
- "Megamix"（2002年）
- "Tek Tek"（2003年）
- "Yaşamak Bu Değil"（2003年）
- "Imparatordan Uzun Havalar"（2004年）
- "Aramam"（2004年）
- "Israil Konseri"（2005年）
- "Sizler Için"（2005年）
- "Türküler"（2007年）
- "Bulamadim"（2007年）
- "Neden"（2008年）
- "Benim Remixlerim"（2009年）
- "Yağmurla Gelen Kadin"（2009年）
- "Iste Tatlises"（2009年）
- "Imparatorun Doğuşu"（2010年）
- "Hani Gelecektin"（2010年）
- "Mucize"（2011年）